# Theridion isorium
Theridion isorium là một loài nhện trong họ Theridiidae.
Loài này thuộc chi Theridion. Theridion isorium được Herbert Walter Levi miêu tả năm 1963.